# Maja Cvetković Sotirov
Maja Cvetković Sotirov (pseudonim na knjigama u inostranstvu Maya C. S;Pirot, 27. april 1980) srpska je književnica za decu i mlade, po obrazovanju je master filolog srpskog jezika i književnosti. Gostovala je u američkoj knjižari „Barnes & Noble” u Kaliforniji u San Dijegu, a promociju knjige Čarobni jedrenjak – Priča o Nikoli Tesli (Magical Sails – A Nikola Tesla Story) na srpskom i engleskom održala je u Čikagu, Milvokiju i Njujorku.
Član je Udruženja književnika Srbije, Instituta za dečju književnost u Beogradu i Tesline naučne fondacije Srbije.

## Biografija
Rođena je u staroj srpskoj porodici Božilović u Pirotu, čijih je nekoliko poslednjih generacija stasavalo u Pirotu i Beogradu. Drugi deo njenih korena je u Nišu i niškom kraju po očevoj liniji Cvetkovića. Maja Cvetković Sotirov je završila prirodno-matematički smer gimnazije u rodnom gradu. Diplomirala je i masterirala na Departmanu za srbistiku (ranije Departman za srpski jezik i Departman za srpsku i komparativnu književnost) Filozofskog fakulteta Univerziteta u Nišu.
Deo života provela je u Nišu, potom na relaciji Niš—Beograd zbog usavršavanja, živela je u Francuskoj (u gradovima Klermon-Feran i Troa). I danas prati suprugov zahtevni menadžerski posao, koji često diktira mesto življenja, međutim, književnica često ističe da nije bilo zahtevnih „životnih izmeštanja”, istraživanja u francuskim bibliotekama, muzejima i na istorijskim francuskim lokacijama sa sinom Lukom, možda ne bi ni nastala njena prva knjiga „Francuska avantura” (Priča o Blezu Paskalu).
Dobitnica je više nagrada, prevedena je i objavljivana u zemlji i inostranstvu, a osim opšteprihvaćene bajkovite proze, piše poeziju koja je prisutna na recitatorskim takmičenjima osnovaca, posebno pesme: „Kad bih ja bila Tesla” i „Pričaj mi o Tesli, deda”. Majina prozna dela deo su čitalačkih dnevnika književnog projekta „Čitalići”. Zbog interdisciplinarnog metodičkog pristupa nastavi, rado je viđen gost u školama i vrtićima širom Srbije i inostranstva.

## Stvaralaštvo
U svojim delima kombinuje književnost, nauku i bajkovite elemente. Naročito je poznata po pričama koje popularizuju život i rad poznatih naučnika kao što su Nikola Tesla i Blez Paskal.
Njene knjige omogućavaju mladima da se upoznaju sa naučnim dostignućima kroz pristupačan narativni oblik. Najistaknutije delo u ovoj kategoriji je Čarobni jedrenjak – Priča o Nikoli Tesli, prevedena i na engleski jezik kao Magical Sails – A Nikola Tesla Story u Njujorku. Knjiga se nalazi na mnogobrojnim renomiranim svetskim sajtovima (Barnes & Noble, EBay, Walmart, Amazon). Autorka je potpisana pseudonimom Maya C. S.
Maja je poznata i po dečjoj poeziji koja uspešno kombinuje maštovitost, edukativnost i emocije. Njeni stihovi, od rime do lirskih proznih formi, obraćaju se dečjem svetu, podstičući radoznalost, ljubav prema porodici i vrednostima koje se prenose kroz generacije. Ističe se njeno vešto približavanje lika Nikole Tesle deci, uz naglašavanje univerzalnih tema odrastanja, ljubavi i empatije, što njenu poeziju čini privlačnom i odraslim čitaocima. Posebno je originalan njen pristup u predstavljanju Tesle, koji otvara nove vidike mladim generacijama.
Posebnu pažnju u stvaralaštvu Maje Cvetković Sotirov privlači pesma „Kad bih ja bio Tesla”, koja je objavljena u časopisu za decu „Jedrenjak” Male Lagune i Instituta za dečju književnost, u dečjem časopisu „Osmijeh” Udruženja crnogorskih pisaca za djecu i mlade i u „Teslarici” Udruženja književnika Srbije.
Njene poznatije pesme o Nikoli Tesli:
- „Kad bih ja bio Tesla” (ispevana je i muškom i u ženskom rodu „Kad bih ja bila Tesla“), Jedrenjak (časopis Instituta za dečju književnost i Male Lagune), br. 3, 2023, Beograd, str. 6. ISSN 2787-0960; Teslarica: Literarna darovnica – uzdarje Nikoli Tesli – 80 godina (1943–2023), Udruženje književnika Srbije, Beograd, 2023, str. 47.  978-86-81628-60-7; Кnjiževni časopis za djecu Osmijeh, br. 101–102, proljeće–ljeto, 2023, Podgorica. ISSN 0353-7943.
- „Majčin zagrljaj za Nikolu – Đuka piše Tesli”, Jedrenjak (časopis Instituta za dečju književnost i Male Lagune), br. 4, 2024, Beograd, str. 12. ISSN 2787-0960.
- „Ne prođe, majko – Nikola piše Đuki Tesli”
- „Ne raste drvo u senci hrasta – Marica Tesla piše Nikoli”

### Književna dela
- Čarobni jedrenjak – Priča o Nikoli Tesli, Institut za dečju književnost, Luka books, 2021.  978-86-81814-05-5[9]
- Francuska avantura (Priča o Blezu Paskalu), Luka books, 2017/2018.  978-86-81814-01-7[3]
- Dečak koji nije želeo da posadi drvo, Luka books, 2020.  978-86-81814-00-0
- Dečak i vila, Luka books, Pirot, 2020.  978-86-81814-02-4
- Noć uoči Božića sa Teslom, 2022. (srpsko-engleska zbirka)[10][11]
- Ogledalo, 2023.[12]
- Magical Sails – A Nikola Tesla Story, New York: Austin Macauley Publishers, 2024. (engleski)  979-8-8891051-9-0[13][14]

Elektronske priče:
- Mačak koji nije želeo da pere ruke
- Sneguročka i srce od pahulje[15]
- Devojčica koja je upoznala Pinokija
- Vila i kofer

## Recenzije stručnih saradnika
Dr Milutin Đuričković ističe hibridnu i poučnu prozu u knjizi: Čarobni jedrenjak – Priča o Nikoli Tesli, navodeći kako autorka vešto spaja naučne činjenice sa fikcijom, čime podstiče mlade na istraživanje i proučavanje Teslinog života i rada.
Jelena Vitezović, u svojoj recenziji, knjigu opisuje kao „čaroliju u svetu nauke”, naglašavajući njen edukativni značaj i kreativnu integraciju naučnih i bajkovitih elemenata.
Milovan Matić pohvalio je originalnost pristupa i bogatstvo jezika knjige Čarobni jedrenjak, smatrajući je višedimenzionalnom pričom koja mlade upoznaje sa životom i delom Nikole Tesle na novi način.
Gordana Jež Lazić, Tekst o knjizi Čarobni jedrenjak – Priča o Nikoli Tesli, Zavod za unapređenje obrazovanja i vaspitanja Srbije (2023): U svom stručnom tekstu, autorka ističe značaj ove knjige kao edukativnog i inspirativnog dela koje na pristupačan način približava lik i delo Nikole Tesle mlađim čitaocima.
Julijana Marjanović Jovičić posebno je istakla pedagoško-didaktičku vrednost zbirke Noć uoči Božića sa Teslom, opisujući poeziju kao neposrednu, dirljivu i edukativnu.

## Izvori i literatura o autorki
- Danica V. Stolić, „Dva hronotopa u bajkovitoj prozi Maje Cvetković Sotirov” (2021), Književnost za decu i mlade na razmeđi dva milenijuma (Zbornik radova sa međunarodnog naučnog skupa), str. 23, Beograd-Paraćin, 2021.  978-86-85111-48-8
- Jelena P. Veljković Mekić, „Maja Cvetković Sotirov”, Godišnjak Instituta za dečju književnost (2021), Godišnjak Instituta za dečju književnost, br. 1, str. 121, Beograd, 2021. ISSN 2812-765X
- Dr Milutin Đuričković, „Bajkovita proza za decu Maje Cvetković Sotirov i Željane Radojičić Lukić” (2022), Bajka u XXI stoljeću – Izazovi novog vremena, knjiga 1, str. 29, Sarajevo, 2022.  978-9926-8322-5-4
- Gordana Jež Lazić, Tekst o knjizi Čarobni jedrenjak – Priča o Nikoli Tesli, Zavod za unapređenje obrazovanja i vaspitanja Srbije (2023)[19]
- "Korifeji studija nacionalne filologije XIX: Maja Cvetković Sotirov", blog Filološkog fakulteta u Nišu (2024).[3]

## Nagrade i priznanja
- Najbolja knjiga za decu u Crnoj Gori – Francuska avantura, 2020/2021.
- Nagrada „Lukijan Mušicki” – Dečak i vila, 2021.
- za najbolju dečju knjigu u svetu o Nikoli Tesli tokom 2023.[2]
- Nominacija za nagradu „Mali princ” (Festival „Vezeni most”, Tuzla)[21]
- Priznanje Književne radionice „Kordun” i Književnog „Esnafa” za doprinos razvoju književnosti za decu i srpske dečje književnosti u svetu, 2024.

## Галерија
Maja Cvetković Sotirov na promociji knjige Čarobni jedrenjak – Priča o Nikoli Tesli (Magical Sails – A Nikola Tesla Story) u knižari „Barnes & Noble” u San Dijegu, Kalifornija

## Spoljašnje veze
- „Intervju:Veliko traganje za istinom”. RYL magazin. Приступљено 19. 5. 2025.
- „Maja Cvetković Sotirov:Padneš, Ustaneš. Ali nikad ne zaboravić da ustaneš”. Student. Приступљено 19. 5. 2025.
- „Vreme je za sagu o Nikoli Tesli”. RYL magazin. Приступљено 19. 5. 2025.
- „Maja Cvetković Sotirov: DRAGI TESLA, DOBRO DOŠAO U NAŠE DETINJSTVO!”. Sirmijuminfo. Приступљено 19. 5. 2025.
- „Maja Cvetković Sotirov: Čitam i gledam sve što ima veze sa Nikolom Teslom”. Danas. Приступљено 19. 5. 2025.
- „Маја Цветковић Сотиров - Промоција књиге "Чаробни једрењак", Београд 06.07.2024.”. You Tube. Приступљено 19. 5. 2025.
- „Maja Cvetković Sotirov: Ne smemo odustati od dobrih dela i životnih ciljeva”. Књижевна радионица Кордун. Приступљено 19. 5. 2025.
- „Svako od nas nosi dete u sebi (Intervju sa Majom Cvetković Sotirov)”. Pokazivač. Приступљено 19. 5. 2025.